# Atef Mustapha
Atef Mustapha (ur. 19 stycznia 1975) – egipski judoka.
Startował w Pucharze Świata w 1998 i 2000. Srebrny medalista igrzysk afrykańskich w 2007. Brązowy medalista mistrzostw Afryki w 2001 i 2006 roku.